# Île Midwinter
L'île Midwinter (auparavant dénommée îlot de la Midwinter) est une île rocheuse de l'archipel de Pointe-Géologie (terre Adélie), situé en mer Dumont-d'Urville au large du continent antarctique.

## Description
Cette île de 100 m de diamètre est située dans la baie Pierre-Lejay, à 300 m à l'est du cap André-Prud'homme. C'est l'île la plus méridionale de l'archipel de Pointe-Géologie.

## Histoire
Son nom commémore les mesures gravimétriques qui y furent effectuées le matin de la fête de la midwinter (21 juin 1958) par Gaston Rouillon, chef de la 8e expédition antarctique française en terre Adélie et futur directeur scientifique des Expéditions polaires françaises.